# 알고라브
알고라브 또는 까마귀자리 델타(δ Crv / δ Corvi)는 까마귀자리에 있는 항성이다. 중국에서는 진수삼(軫宿三)으로 불렀으며 이는 '전차의 세 번째 별'이라는 의미이다.

## 항성계
알고라브는 실제 두 개의 별로 이루어진 쌍성계이다. 주성 A는 분광형 B와 A의 경계선에 놓여 있는 주계열성이며, 반성 B 역시 오렌지색 주계열성이다. 둘 사이는 가장 가까울 때 650 천문단위까지 접근하며, 여기서 계산한 둘의 1 공전주기는 9,400년이다. B에서 볼 때 A의 밝기는 보름달의 500배는 될 것이다.
알고라브 A와 B 항성계의 나이는 이제 1억 1천만 년밖에 되지 않았다. 알고라브 B는 황소자리 T형 항성 단계를 갓 벗어난 젊은 주계열성으로, 항성 주변에 항성이 만들어지고 남은 물질들이 쓸려나가지 않고 남아 있다.

## 관측
알고라브의 두 구성원은 밤하늘에서 24초 떨어져 있다. 작은 망원경으로도 두 별은 분리되어 보이며, 주성과 반성의 대조적인 색(백색 ~ 오렌지색)을 관측할 수 있다. 알고라브는 NGC 4361, 까마귀자리 감마와 함께 까마귀자리 북동쪽 삼각형의 한 꼭짓점을 형성한다.

## 참고 문헌
- (영어) ALGORAB (Delta Corvi). Jim Kaler. 2008년 11월 20일 읽어봄.